# Vellozia dasypus
Vellozia dasypus är en enhjärtbladig växtart som beskrevs av Moritz August Seubert. Vellozia dasypus ingår i släktet Vellozia och familjen Velloziaceae. Inga underarter finns listade.